# Dolinče
Dolinče (nemško Dolintschach) je naselje v Občini Galicija v Okraju Velikovec na Koroškem v Avstriji.